# Stiphropus lugubris
Espèce
Stiphropus lugubris est une espèce d'araignées aranéomorphes de la famille des Thomisidae.

## Distribution
Cette espèce se rencontre en Afrique de l'Est.

## Description
Le mâle holotype mesure 5,5 mm.

## Publication originale
- Gerstäcker, 1873 : Arachnoidea. Reisen in Ostafrica. Leipzig, vol. 3, no 2, p. 461-503 (texte intégral).